# Чемпіонат Німеччини з хокею 1972—1973
Чемпіонат Німеччини з хокею 1973 — 56-ий чемпіонат Німеччини з хокею, чемпіоном став ХК Фюссен.

## Підсумкова таблиця
| М   | Команда        | І  | Пер | Н | Пор | Ш       | О  |
| --- | -------------- | -- | --- | - | --- | ------- | -- |
| 1.  | ХК Фюссен      | 40 | 30  | 2 | 8   | 201:95  | 62 |
| 2.  | Дюссельдорф ЕГ | 40 | 27  | 5 | 8   | 230:132 | 59 |
| 3.  | ЕВ Ландсгут    | 40 | 25  | 3 | 12  | 176:111 | 53 |
| 4.  | Бад-Наугайм    | 40 | 23  | 1 | 16  | 175:157 | 47 |
| 5.  | СК Ріссерзеє   | 40 | 21  | 0 | 19  | 153:146 | 42 |
| 6.  | СК Берлін      | 40 | 18  | 2 | 20  | 169:161 | 38 |
| 7.  | Бад Тельц      | 40 | 15  | 5 | 20  | 116:135 | 35 |
| 8.  | Крефельдер ЕВ  | 40 | 14  | 6 | 20  | 141:193 | 34 |
| 9.  | ХК Аугсбург    | 40 | 14  | 5 | 21  | 154:194 | 33 |
| 10. | Кауфбойрен     | 40 | 10  | 5 | 25  | 99:176  | 25 |
| 11. | Розенгайм      | 40 | 4   | 4 | 32  | 102:216 | 12 |

Скорочення: М = підсумкове місце, І = ігри, Пер = перемоги, Н = нічиї, Пор = поразки, Ш = закинуті та пропущені шайби, О = набрані очки

## Найкращі бомбардири
| Гравець       | Клуб           | І  | Г  | П  | О  |
| ------------- | -------------- | -- | -- | -- | -- |
| Еріх Кюнгакль | ЕВ Ландсгут    | 40 | 38 | 30 | 68 |
| Петр Хейма    | Дюссельдорф ЕГ | 40 | 43 | 24 | 67 |

## Склад чемпіонів
ХК Фюссен:
- Воротарі: Тоні Кехле, Маркус Еген II, Вернер Зенґер
- Захисники: Йозеф Фьольк, Петер Швімбек, Карл-Хайнц Рубан, Вернер Модес, Рудольф Таннер, Гельмут Форстер, Леонард Вайтль
- Нападники: Густав Ханіг, Герберт Штовассер, Гайнц Вайзенбах, Георг Шольц, Бруно Френцель, Клаус Его, Хорст Мейндль, Карлхайнц Еггер, Бернд Кун, Норберт Шольц, Вольфганг Бюттнер, Мікаель Ваннер, Тео Шнайдер
- Тренер: Маркус Еген